# Ситін Сергій Валерійович
Сергі́й Вале́рійович Си́тін (нар. 19 липня 1982, Авдіївка, СРСР) — український і російський футзаліст, нападник.

## Біографія
Почав займатися футболом у рідній Авдіївці. З п'ятого класу виступав за міську футбольну команду.
Потім Ситіна запросили в СДЮШОР «Шахтар» після чого він опинився в Донецькому республіканському вищому училищі олімпійського резерву ім. С. Бубки. Він провчився в училищі до 10 класу, а 11 клас закінчував в Авдіївці. Водночас почав виступати за місцеву команду, яка брала участь в чемпіонаті Донецької області. Там його помітили і запросили в донецький «Телеком» з яким він в 17 років уклав свій перший професійний контракт.
Після закриття «Телекому» перейшов в донецький «Шахтар» перед сезоном 2001/02. Забив за «гірників» 7 голів в чемпіонаті, але після половини сезону команда знялася зі змагань, результати її матчів було анульовано, і нападник перейшов в іншу донецьку команду, що мала таку саму назву — «Шахтар». З «гірниками» став чотириразовим чемпіоном і триразовим володарем кубка України. У сезоні 2006/07 став найкращим бомбардиром українського чемпіонату і Кубка УЄФА з футзалу, після чого в червні 2007 року перейшов в клуб російської Суперліги «Спартак-Щолково». 18 січня 2008 року, перебуваючи у статусі лідер збірної України, згідно із домовленістю зі своїм новим клубом, Сергій прийняв російське громадянство. Саме у «Спартаку-Щолково» Сергій встановив особистий рекорд результативності в одному матчі, забивши у ворота «Динамо-Тімаль» шість м'ячів.
Двома сезонами пізніше, після того як щолківський клуб покинув Суперлігу через фінансові проблеми, підписав контракт з московською «Діною». У «Діні» з липня 2009 року. Через деякий час став віце-капітаном, а згодом і капітаном команди. Влітку 2012 року підписав з «Діною» новий трирічний контракт. Станом на 18 травня 2015 року провів за команду 211 матчів, забив 116 м'ячів. У сезоні 2013/14 допоміг команді вперше за 14 років виграти звання чемпіона Росії, а в наступному сезоні пробився з командою до Фіналу чотирьох Кубка УЄФА.
Свій 50-й матч за «Діну» зіграв в Митищах в XIX Чемпіонаті Росії 17 лютого 2011 року («Діна»-«Митищі» — 0:3), а 100-й матч зіграв в Тирасполі 2 серпня 2012 року з «Лексмаксом» (Молдова) — 3:1. Свій 150-й матч за московський клуб зіграв у Троїцьку 4 жовтня 2013 року в XXII чемпіонаті Росії з «Газпром-Югра».
Свій 50-й м'яч за «Діну» забив у міжнародному товариському матчі в Харкові 6 лютого 2012 року у грі з командою «Титан-Зоря» (Покровське, Україна) — 7:3.
У липні 2015 року підписав дворічний контракт із «Норільським нікелем»
За підсумками регулярного чемпіонату сезону 2017/18 став найрезультативнішим гравцем «Норільського нікеля», забивши 25 голів і віддавши 7 гольових передач.
28 січня 2019 року за обопільною згодою розірвав контракт з «Норільським нікелем». Після цього перейшов у грозненський «Беркут», у якому дограв сезон і став переможцем конференції «Захід» вищої ліги.
2 жовтня 2019 року приєднався до кемеровської «Корпорації АСІ», де провів один сезон, бо вирішив повернутися до Москви до своєї сім'ї.
Першу частину сезону 2020/21 провів команді «Видне-Розвиток», що виступає в чемпіонаті Московської області. Пізніше головний тренер «Спартака» Сергій Абрамов покликав нападника в команду і 27 лютого 2021 року той приєднався до москвичів.
Після сезону 2020/21 завершив ігрову кар'єру.

## Кар'єра у збірній
У складі збірної України з футзалу став срібним призером чемпіонату Європи 2003 року. Наступним великим турніром для Сергія став чемпіонат світу з футзалу 2004 року (6 матчів, 2 голи). На чемпіонаті Європи 2005 року був основним нападником, вийшовши у стартовому складі у всіх 5 матчах (забив 4 голи), причому у матчі проти збірної Нідерландів був визнаний найкращим гравцем зустрічі. На чемпіонаті чемпіонаті Європи 2007 року зіграв 3 матчі (1 гол).
2002 року у складі студентської збірної України Ситін їздив на чемпіонат світу серед студентів, де зіграв у всіх п'яти матчах (5 голів) і завоював бронзові нагороди.

## Досягнення

### Командні досягнення
Шахтар (Донецьк)
- Чемпіон України (4): 2001/2002, 2003/2004, 2004/2005, 2005/2006
- Срібний призер чемпіонату України: 2002/2003

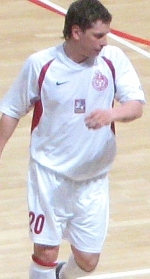
Сергій Ситін під час виступів за «Спартак-Щолоково». Травень 2008 р.

- Бронзовий призер чемпіонату України: 2006/2007
- Володар Кубку України (3): 2002/2003, 2003/2004, 2005/2006
- Фіналіст Кубку України: 2004/2005
- Володар Суперкубку України: 2006

 Діна
- Чемпіон Росії: 2013/2014

 Норільський нікель
- Фіналіст Кубку Росії: 2017/2018

 Спартак (Москва)
- Бронзовий призер чемпіонату Росії у вищій лізі: 2020/2021

 Студентська збірна України
- Бронзовий призер чемпіонату світу серед студентів: 2002

 Збірна України
- Срібний призер чемпіонату Європи: 2003
- Володар Кубка Пірамід: 2003[26]

### Особисті досягнення
- Найкращий бомбардир чемпіонату України: 2006/07 (37 м'ячів)
- Найкращий бомбардир Кубку УЄФА: 2006/2007
- Найкращий гравець України 2007 року[27]
- У списках 15 найкращих гравців України (3): 2001/02, 2002/03, 2004/05
- Найкращий гравець «Спартак-Щолково» в сезоні 2007/2008[28]

### Статистика виступів
| Сезон     | Клуб                 | Ліга              | Чемпіонат | Чемпіонат | Кубок | Кубок | Кубок УЄФА | Кубок УЄФА |
| Сезон     | Клуб                 | Ліга              | Ігри      | Голи      | Ігри  | Голи  | Ігри       | Голи       |
| --------- | -------------------- | ----------------- | --------- | --------- | ----- | ----- | ---------- | ---------- |
| 1999—2000 | «Телеком» (Донецьк)  | Вища ліга         | 20        | 5         | 6     | 1     | 0          | 0          |
| 2000—2001 | «Телеком» (Донецьк)  | Вища ліга         | 32        | 8         | 2     | 0     | 0          | 0          |
| 2001—2002 | «Шахтар» (Донецьк)   | Вища ліга         | 16        | 12        | 6     | 2     | 0          | 0          |
| 2002—2003 | «Шахтар» (Донецьк)   | Вища ліга         | 30        | 19        | 7     | 4     | 6          | 7          |
| 2003—2004 | «Шахтар» (Донецьк)   | Вища ліга         | 30        | 27        | 8     | 10    | ?          | ?          |
| 2004—2005 | «Шахтар» (Донецьк)   | Вища ліга         | 28        | 28        | 8     | 4     | ?          | ?          |
| 2005—2006 | «Шахтар» (Донецьк)   | Вища ліга         | 30        | 26        | 9     | 6     | ?          | ?          |
| 2006—2007 | «Шахтар» (Донецьк)   | Вища ліга         | 36        | 37        | 6     | 3     | 6          | 10         |
| 2007—2008 | «Спартак» (Щолково)  | Суперліга         | 46        | 37        | 2     | 0     | 0          | 0          |
| 2008—2009 | «Спартак» (Щолково)  | Суперліга         | 43        | 28        | ?     | ?     | 0          | 0          |
| 2009—2010 | «Діна» (Москва)      | Суперліга         | 21        | 13        | 1     | 1     | 0          | 0          |
| 2010—2011 | «Діна» (Москва)      | Суперліга         | 20        | 11        | 2     | 2     | 0          | 0          |
| 2011—2012 | «Діна» (Москва)      | Суперліга         | 27        | 10        | 5     | 0     | 0          | 0          |
| 2012—2013 | «Діна» (Москва)      | Суперліга         | 24        | 8         | 6     | 5     | 0          | 0          |
| 2013—2014 | «Діна» (Москва)      | Суперліга         | 25        | 16        | 2     | 2     | 0          | 0          |
| 2013—2014 | «Діна» (дубль)       | Суперліга — дублі | 3         | 5         | 0     | 0     | 0          | 0          |
| 2014—2015 | «Діна» (Москва)      | Суперліга         | 25        | 13        | 1     | 0     | 8          | 1          |
| 2014—2015 | «Діна» (дубль)       | Суперліга — дублі | 1         | 0         | 0     | 0     | 0          | 0          |
| 2015—2016 | «Норільський нікель» | Суперліга         | 21        | 7         | 4     | 3     | 0          | 0          |
| 2016—2017 | «Норільський нікель» | Суперліга         | 28        | 6         | 4     | 1     | 0          | 0          |
| 2017—2018 | «Норільський нікель» | Суперліга         | 35        | 26        | 6     | 2     | 3          | 1          |
| 2018—2019 | «Норільський нікель» | Суперліга         | 18        | 4         | 1     | 0     | 0          | 0          |
| 2018—2019 | «Беркут»             | Вища ліга         | 8         | 4         | 0     | 0     | 0          | 0          |
| 2019—2020 | «Корпорація АСІ»     | Вища ліга         | 21        | 13        | 1     | 1     | 0          | 0          |
| 2020—2021 | «Спартак»            | Вища ліга         | 14        | 5         | 0     | 0     | 0          | 0          |

## Особисте життя
Має двох дітей.